# Żeleznogorsk (Kraj Krasnojarski)
Żeleznogorsk (ros. Железногорск) – miasto zamknięte w azjatyckiej części Rosji, w Kraju Krasnojarskim, pozostające w gestii Federalnej Agencji Energii Atomowej Rosatom (ros. Государственная корпорация по атомной энергии „Росатом”), w czasach Związku Radzieckiego znajdował się tu kluczowy zakład produkcji plutonu, obecnie miasto znane jest z produkcji satelitów łączności. Budowane od 1950 roku, prawa miejskie uzyskało w 1954. Utajnione do 1992 roku.

## Nazwa
W czasach Związku Radzieckiego, z uwagi na tajny charakter miasta i znajdujących się w nim obiektów, Żeleznogorsk funkcjonował pod następującymi nazwami i kryptonimami wojskowymi:
- Zakład 9 (ros. п/я 9),
- Dziewiątka,
- Skrytka pocztowa nr 9 (ros. Почтовый ящик №9),
- Krasnojarsk-26 lub Krasnojarsk-25, od pobliskiego miasta Krasnojarska,
- Socgorod (ros. Соцгород),
- Atomgrad (ros. Атомград).

Do 1956 roku najczęściej używano nazwy „Dziewiątka” lub „Skrytka pocztowa nr 9”. W latach 1956–1992 roku używano nazw Krasnojarsk-25 lub Krasnojarsk-26. 14 lipca 1992 roku miasto oficjalnie przemianowano na Żeleznogorsk.
Symbolem Żeleznogorska jest niedźwiedź próbujący rozszczepić jądro atomu. Herb i flaga zostały zatwierdzone przez radę Żeleznogorska 30 października 2012 roku.

## Lokalizacja
Żeleznogorsk leży około 27 km na północny wschód od Sosnowoborska, w dorzeczu rzeki Jenisej, na brzegach rzek Kantat i Bajkał, będącymi prawobrzeżnymi dopływami Jeniseju, 65 km na północny wschód od Krasnojarska. Część miasta graniczy z brzegami rzeki Jenisej. Najbardziej oddalone punkty Żelaznogorska dzieli 14 km. Na terenie miasta znajduje się jezioro Gorodskoje. Główna ulica Lenina prowadzi do centralnego placu im. Lenina.
Odległość do granicy z Mongolią wynosi 580 km w linii prostej.

## Sytuacja prawna
Do 1992 roku miasta nie było na mapach cywilnych. W 1992 roku, na podstawie decyzji ówczesnego prezydenta Federacji Rosyjskiej Borysa Jelcyna, lokalizacja zamkniętych miast została odtajniona. Nadano im wówczas nazwy, zastępujące numery identyfikacyjne lub kryptonimy wojskowe.
Nie wolno wjeżdżać na jego teren bez przepustki wydawanej przez władze. W 1996 roku przeprowadzono referendum w sprawie zlikwidowania statusu miasta zamkniętego. Jego mieszkańcy byli przeciwni. 
Na podstawie decyzji władz Kraju Krasnodarskiego nr N 10-4765 z 10 czerwca 2010 roku do terenu miasta zamkniętego zostały włączone pobliskie osiedla, to jest Dogonowo, Nowyj Putʹ, Podgornyj, Tartat i wieś Sziwera. Żeleznogorsk jest administracyjnym centrum zamkniętego okręgu.
W 2020 roku populacja okręgu (Żeleznogorska i dołączonych wsi) wynosi 91 379 mieszkańców. W 2010 roku – 93 841 mieszkańców, w 2002 – 102 620 mieszkańców.

## Przyczyny zamknięcia miasta

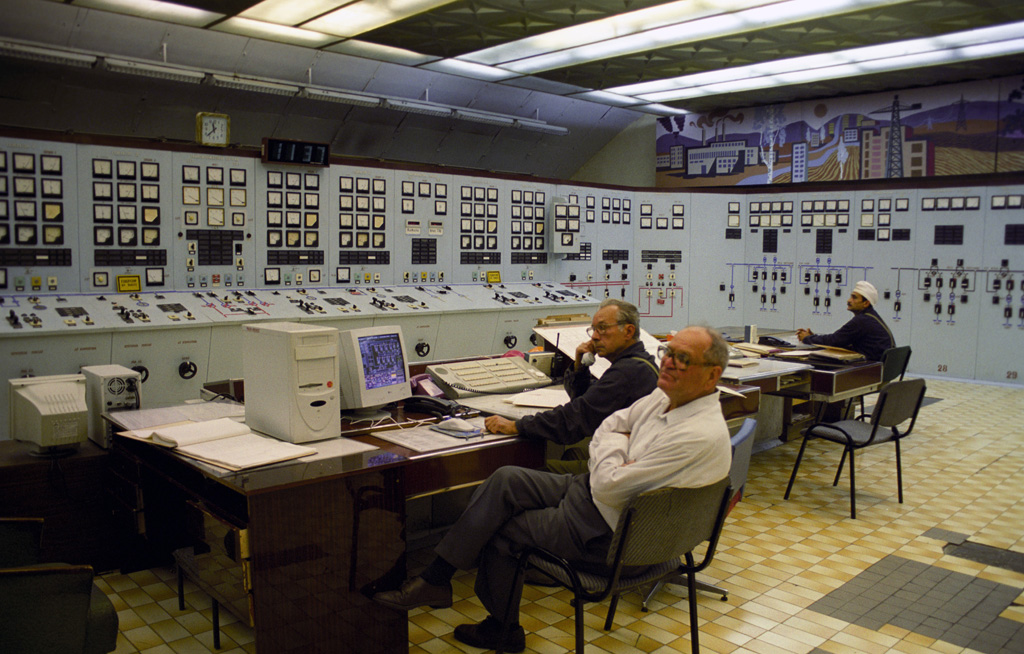
Podziemne centrum energetyczne Kombinatu Górniczo-Chemicznego. 2002 rok.

Na terenie Żeleznogorska znajduje się zakład o nazwie „Kombinat Górniczo-Chemiczny” (Gorno-Chimiczeskij Kombinat), zlokalizowany około 200 metrów pod ziemią, co miało stanowić zabezpieczenie przed atakiem jądrowym. Kombinat produkował pluton na potrzeby wojskowe. W czasie zimnej wojny jedna trzecia plutonu wykorzystywanego przez ZSRR do produkcji broni pochodziła z Żeleznogorska.
Produkcję wstrzymano w latach dziewięćdziesiątych, po rozpadzie Związku Radzieckiego. Od tego czasu reaktor ADE-2 był wykorzystywany wyłącznie do produkcji energii cieplnej i energii elektrycznej na potrzeby Żeleznogorska. W 2010 roku reaktor jądrowy ADE-2 został zamknięty, w związku z deklaracją, którą Dmitrij Miedwiediew złożył na obradach 46 państw podczas szczytu bezpieczeństwa nuklearnego w Waszyngtonie.
Ponadto w mieście znajdują się zakłady chemiczne i centrum badań naukowych na potrzeby przemysłu jądrowego. W Żeleznogorsku ma również siedzibę przedsiębiorstwo OAO Informacyonnyje sputnikowyje sistiemy imieni akadiemika M.F. Rieszetniowa. Firma ta jest producentem satelitów łączności, nawigacyjnych i geodezyjnych. Szacuje się, że około 2/3 wszystkich satelitów umieszczonych na orbicie przez ZSRR i Rosję zostało wyprodukowane przez to przedsiębiorstwo.

## Historia

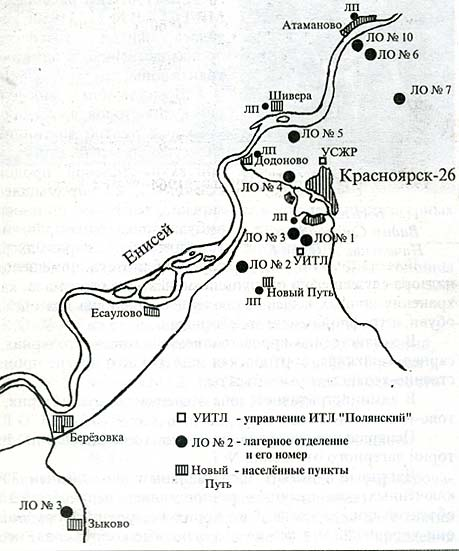
Krasnojarsk-26 i okoliczne łagry na mapie wojskowej z czasów ZSRR.

Historia Żeleznogorska jest bezpośrednio związana z rozwojem przemysłu atomowego Rosji. Pod koniec lat czterdziestych w ZSRR budowano obiekty na potrzeby przemysłu atomowego i jądrowego. Zakłady lokalizowano w pobliżu rzeki lub jeziora, aby urządzenia chłodzące mogły pobierać wodę z naturalnych zbiorników, z dala od granic kraju, na terenach nieaktywnych sejsmicznie.
Rada Ministrów ZSRR postanowiła wybudować nad Jenisejem kompleks produkcyjny plutonu do celów wojskowych. W maju 1949 roku pracownicy naukowego instytutu z Leningradu (obecnie Petersburg) wybrali lokalizację do budowy zakładu na terenie dzisiejszego Żeleznogorska.
26 lutego 1950 roku Józef Stalin zatwierdził budowę fabryki numer 815, którą rozpoczęto w marcu tego samego roku. Do budowy zostali skierowani więźniowie pobliskich łagrów. Latem 1950 roku więźniowie rozpoczęli prace górnicze i wykopy, niezbędne do umieszczenia fabryki pod ziemią, w październiku ukończyli linię kolejową, łączącą przyszłą fabrykę z Krasnojarskiem. Przedsiębiorstwo „Kombinat Górniczo-Chemiczny”, zostało podporządkowane radzieckiemu Ministerstwu Obrony i powstał tu gułag. Cały kompleks przemysłowy, o rozległości porównywalnej z moskiewskim metrem, umieszczono 200 metrów pod ziemią. Do 1953 roku więźniowie zbudowali zaplecze administracyjne, kino, trzy szkoły, domy dla przyszłych mieszkańców oraz przygotowali kamieniołom.
7 marca 1954 roku osada przy fabryce nr 815 uzyskała prawa miejskie i została nazwana Żeleznogorsk (oficjalnie nazwa nie była używana do 1992 roku).
19 sierpnia 1958 roku uruchomiono pierwszy reaktor. W 1964 roku uruchomiono reaktor ADE-2. Wytwarzane przez niego ciepło wykorzystywano do ogrzewania miasta.

## Pomniki i obiekty
Na terenie Żeleznogorska znajdują się następujące pomniki:
- Lenina (pomnik odsłonięto w 1960 roku),
- Obelisk ku czci budowniczych miasta, odsłonięty w 1975 roku,
- Pomnik zwycięstwa, odsłonięty w 1980 roku,
- Popiersie Zoi Kosmodiemjanskiej, odsłonięte w 1982 roku,
- Pomnik Siergieja Korolowa, odsłonięty w 1990 roku.

W mieście znajduje się cerkiew Michała Archanioła.

## Galeria

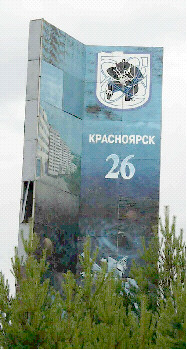
Pomnik z dawną nazwą miasta Krasnojarsk-26.
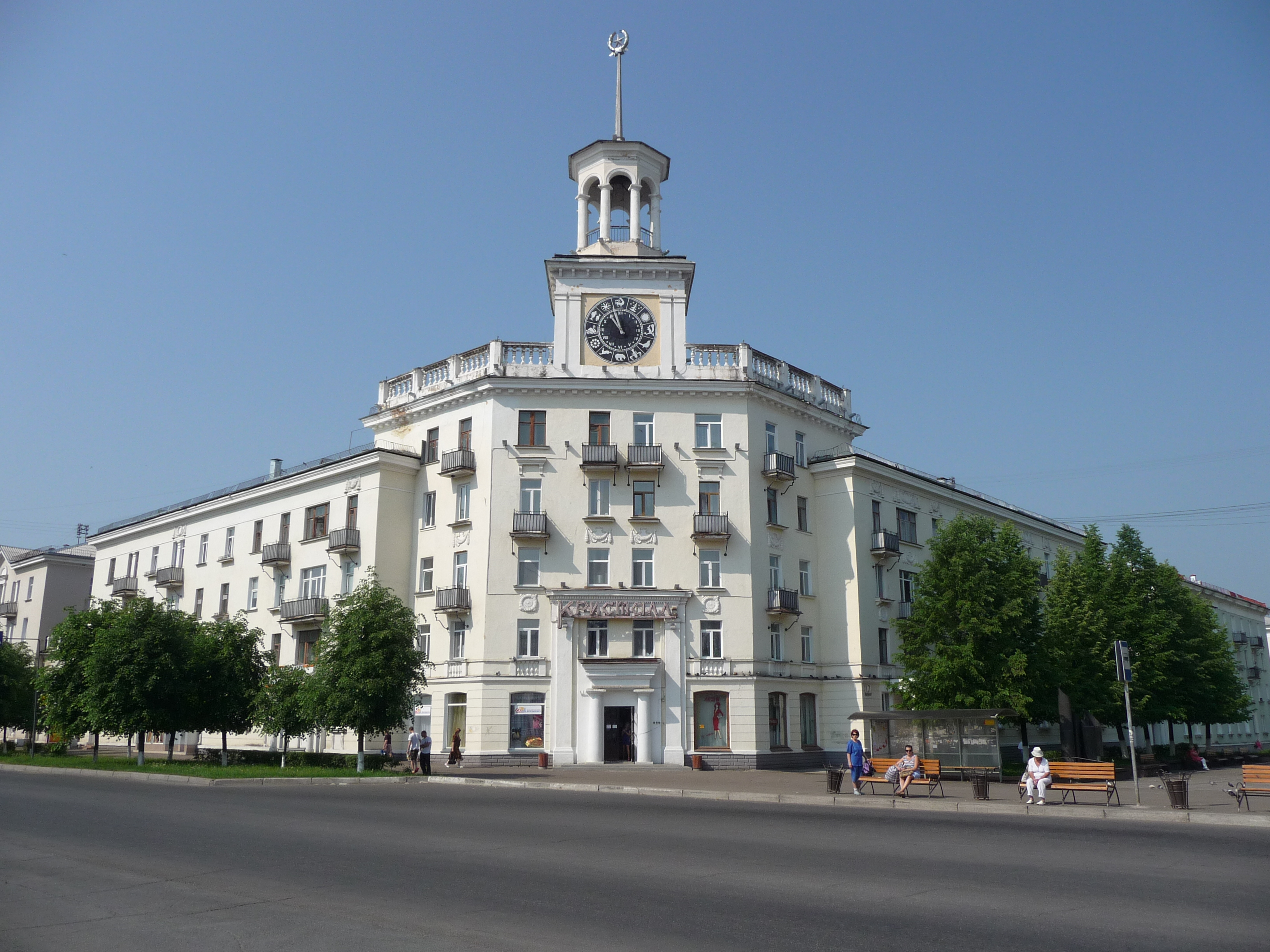
Budynek ratusza.
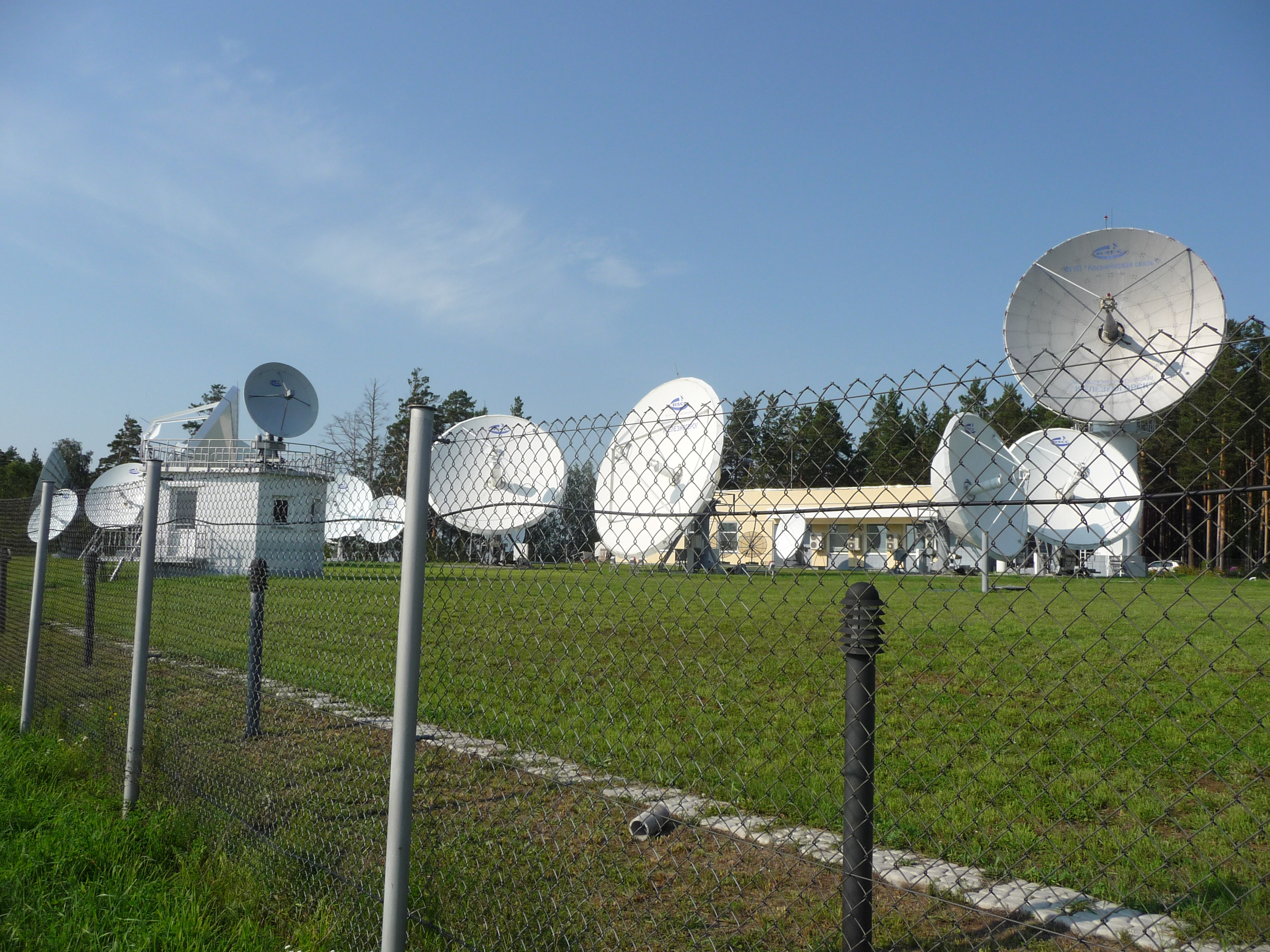
Centrum produkcji satelitów komunikacyjnych.
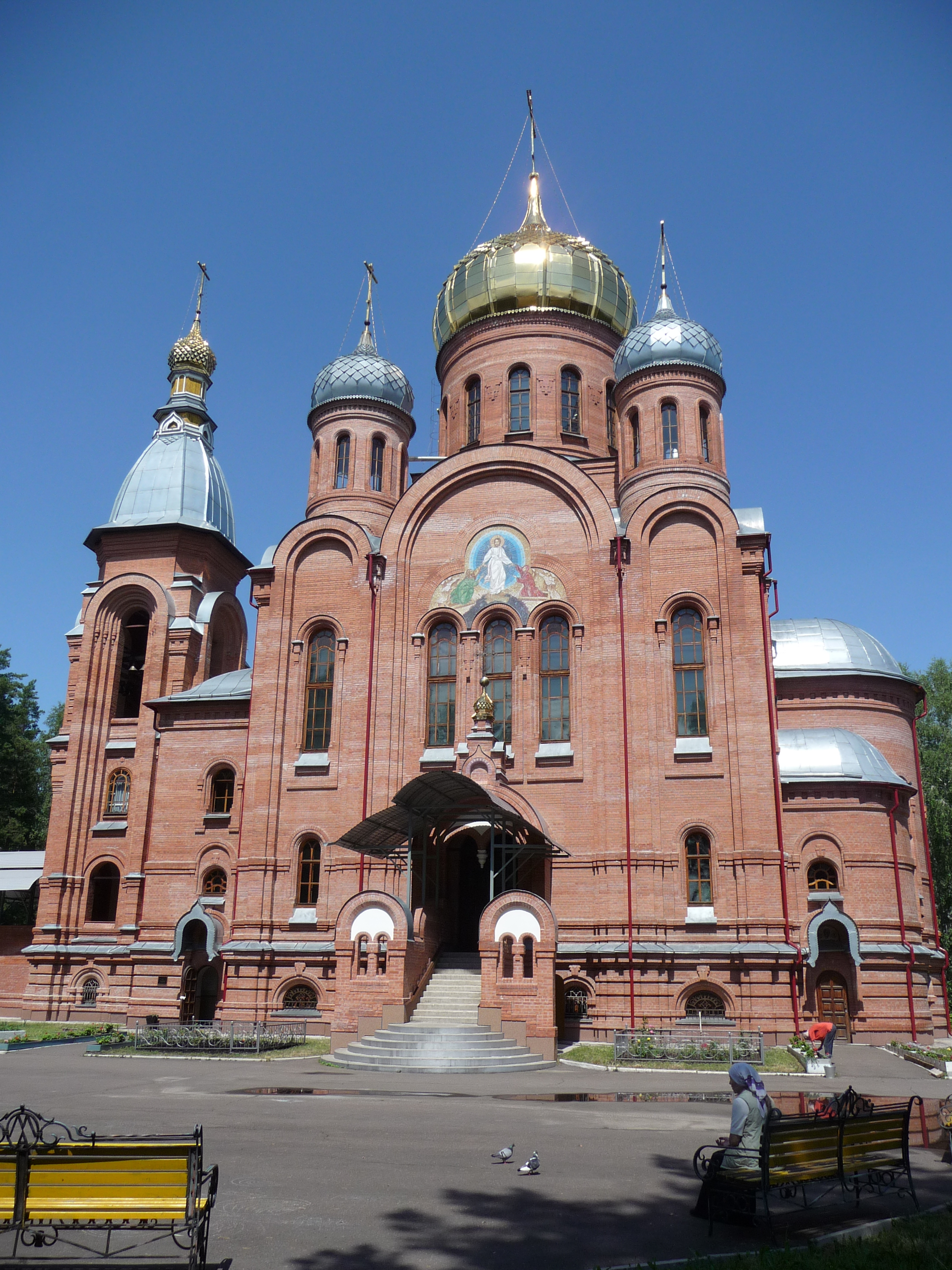
Cerkiew Michała Archanioła.
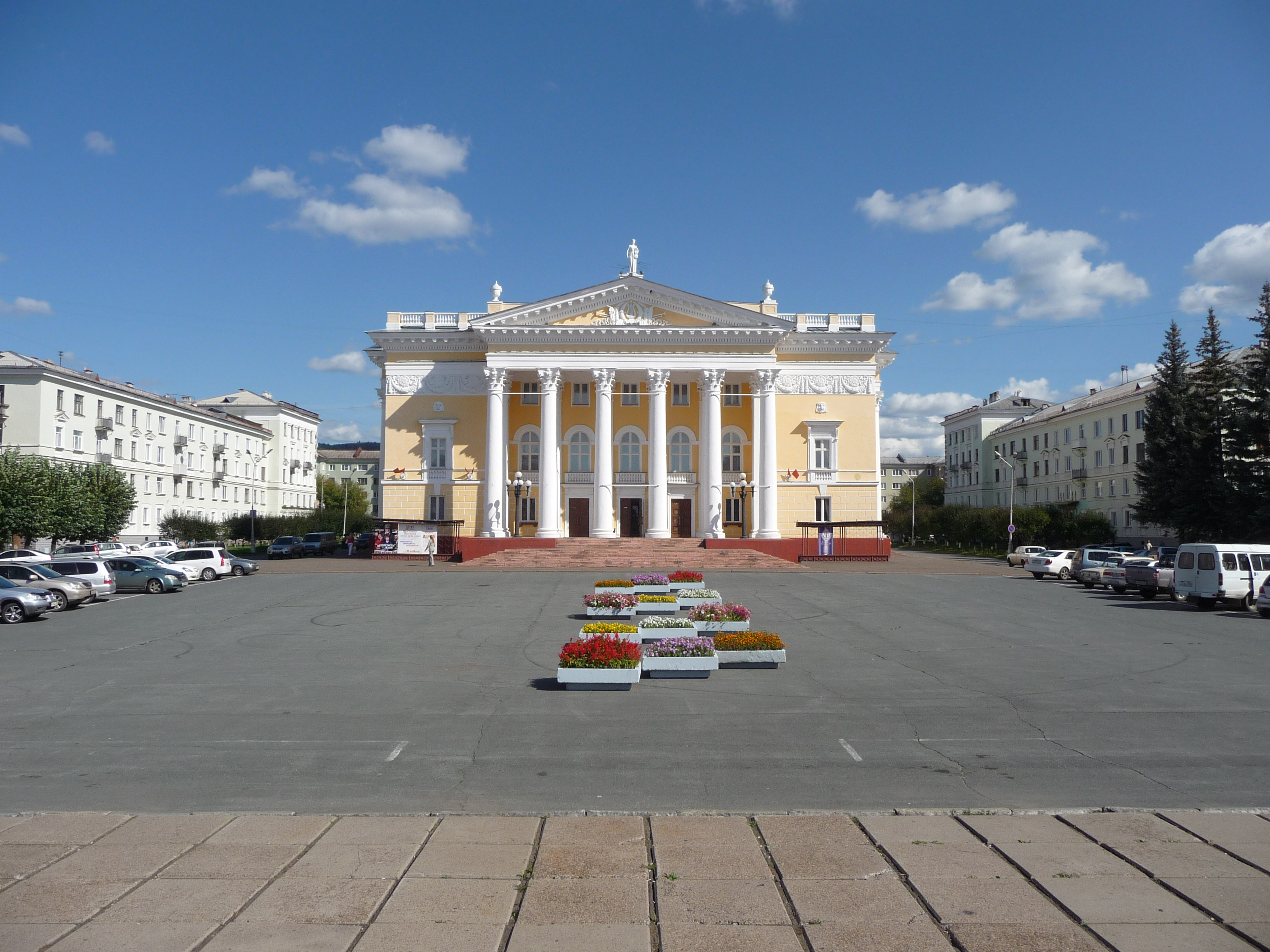
Plac imienia Lenina.
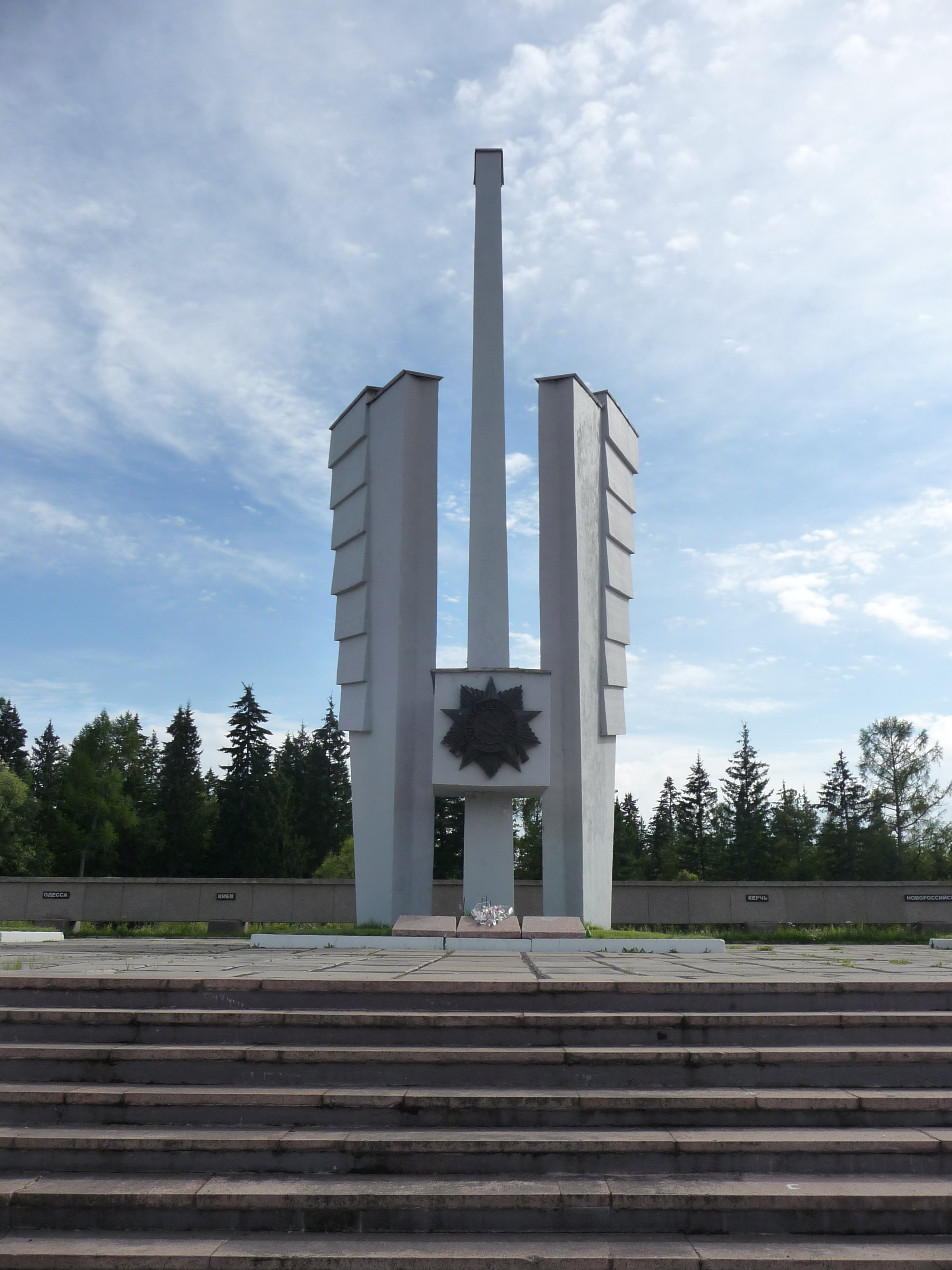
Pomnik zwycięstwa.
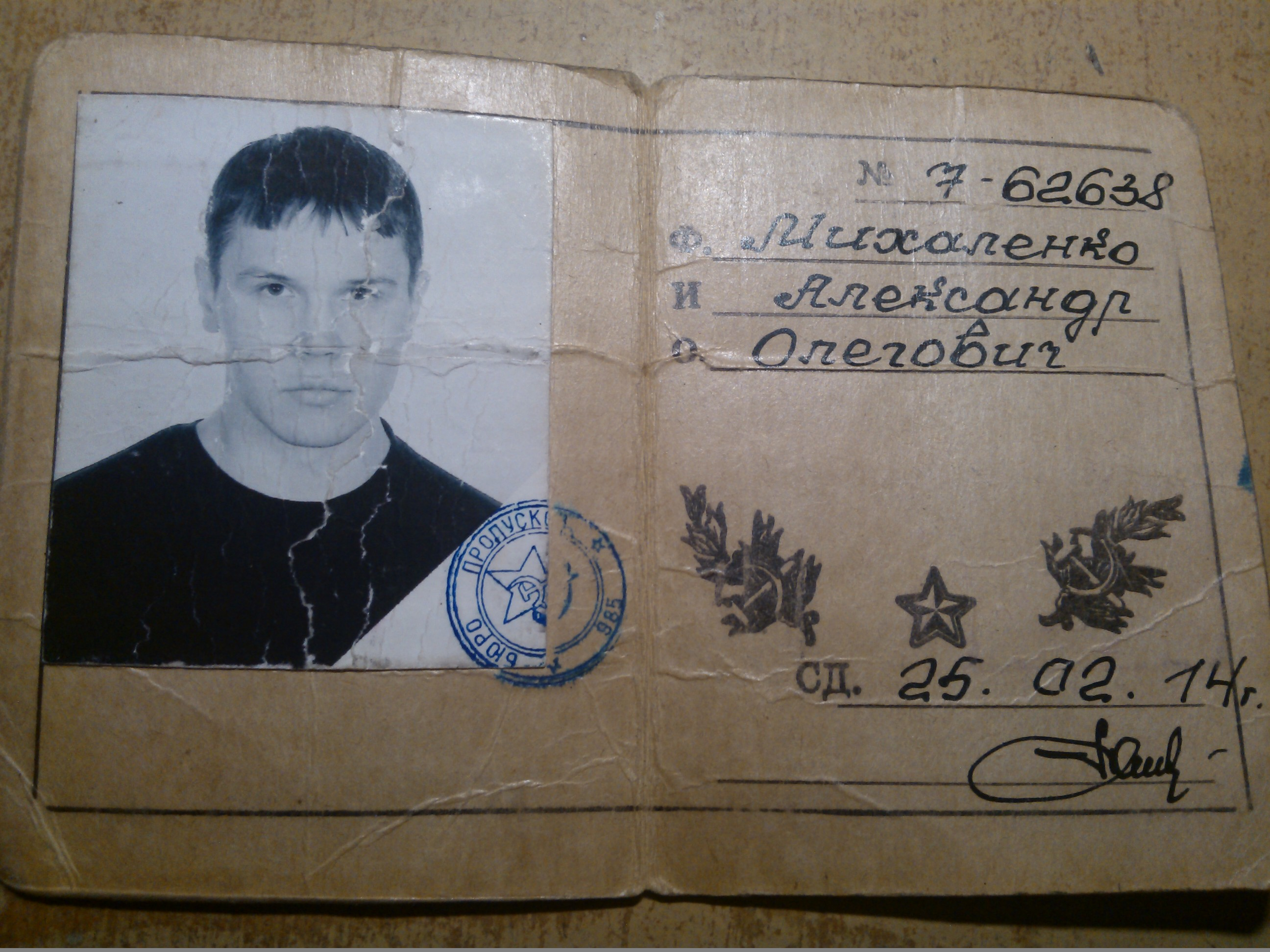
Przepustka do miasta.
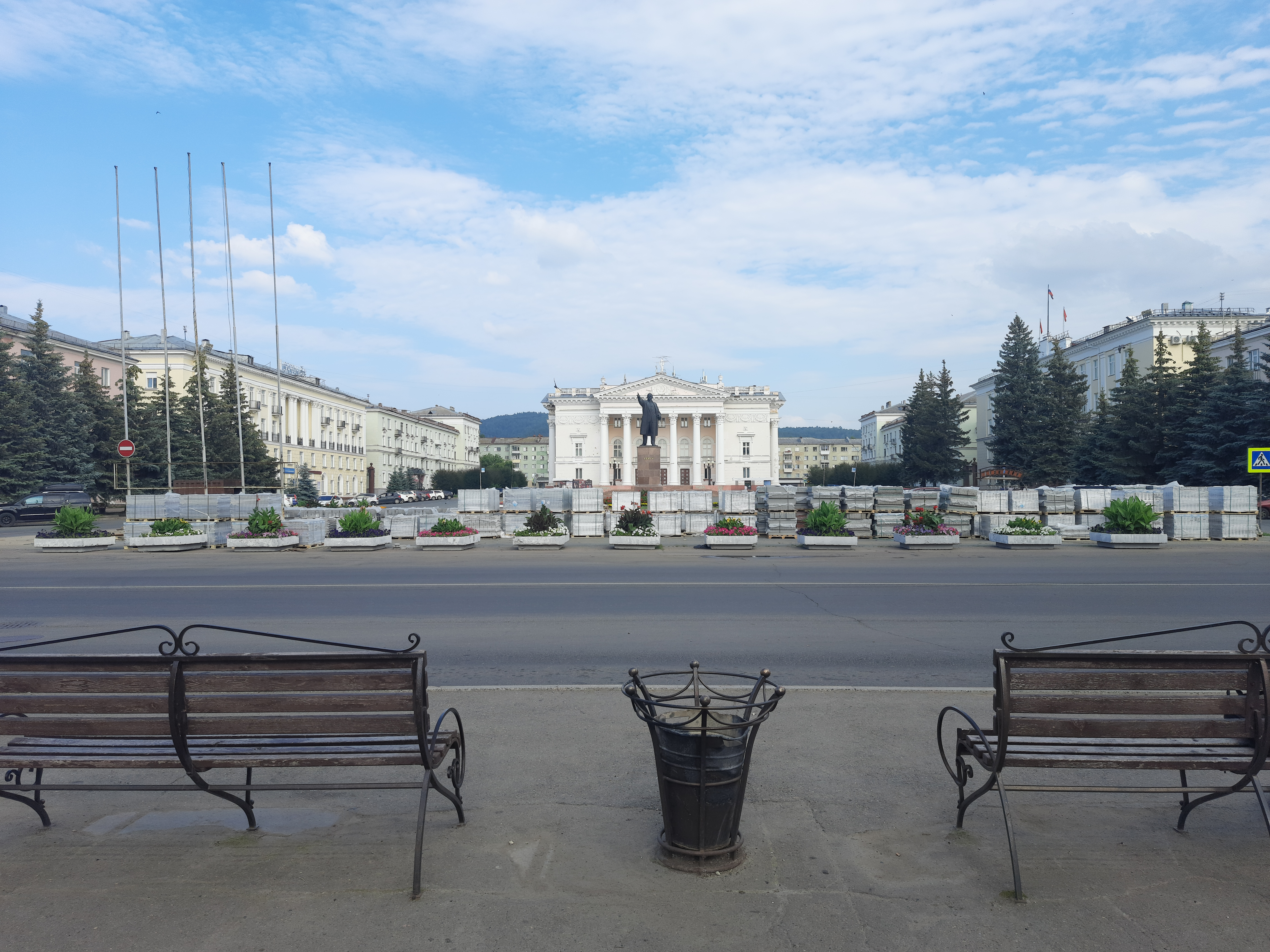
Pomnik Lenina.
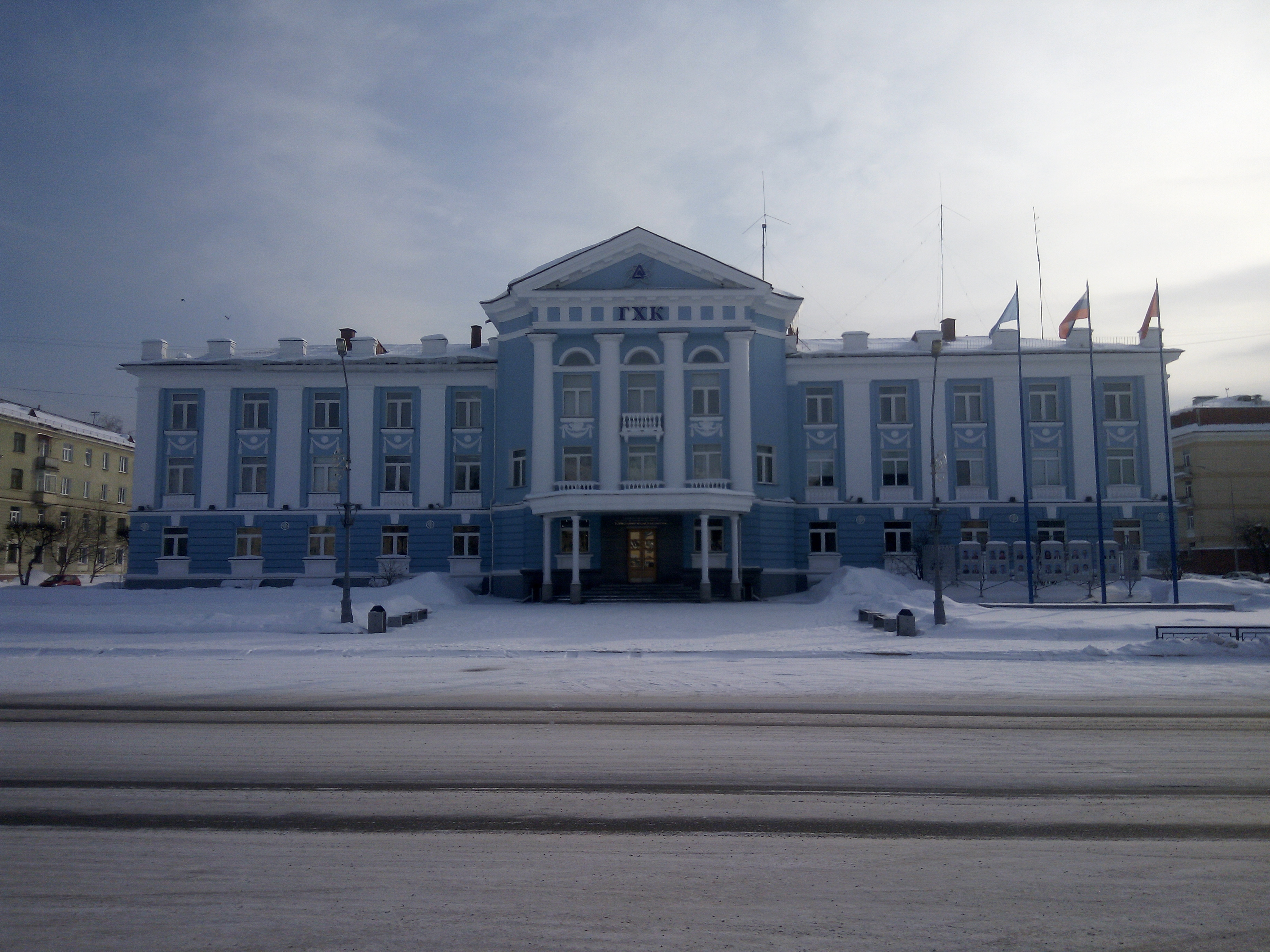
Siedziba Kombinatu Górniczo-Chemicznego.
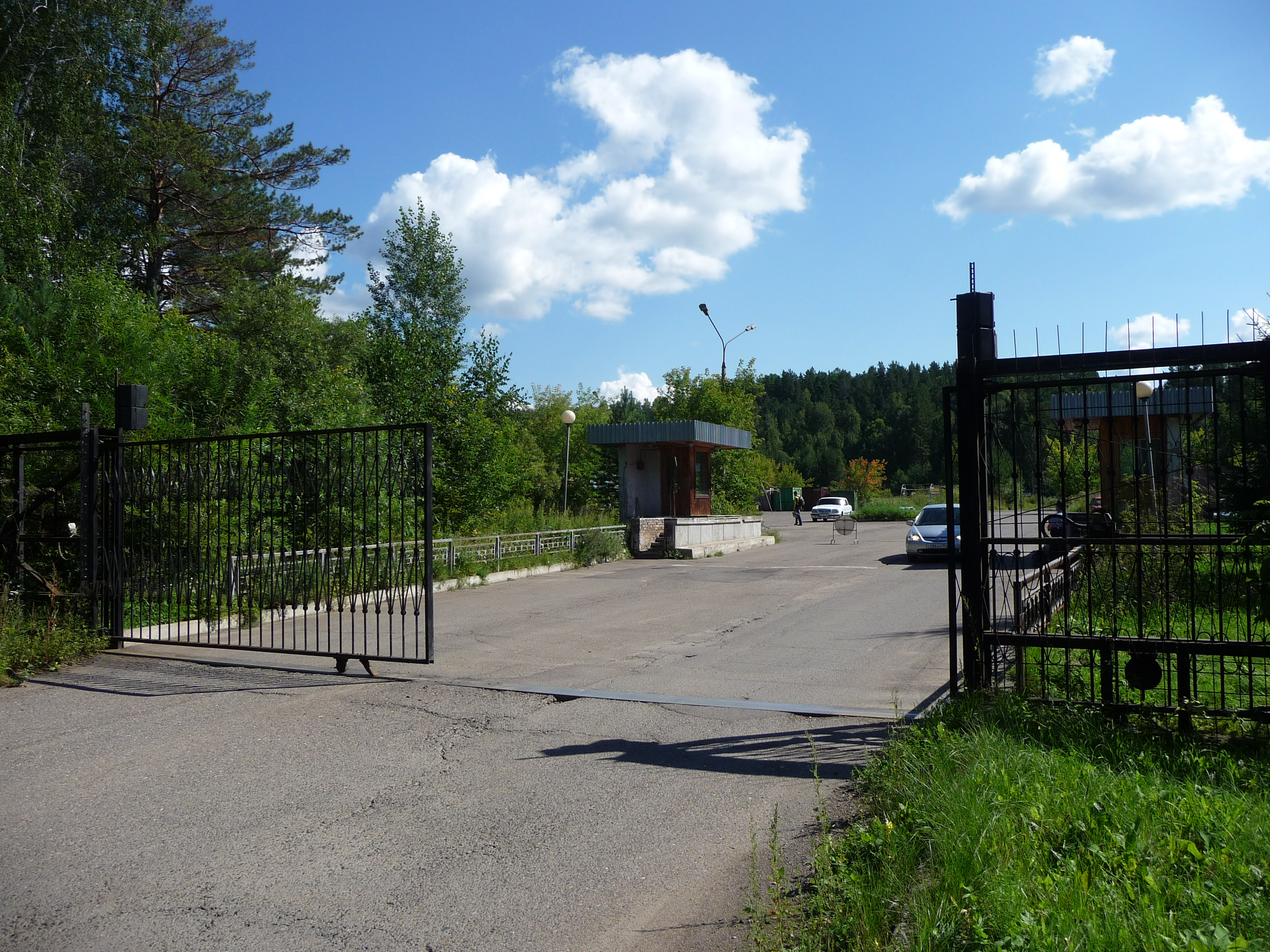
Brama wjazdowa z punktem kontroli przepustek.